# Psychotria mima
Psychotria mima är en måreväxtart som beskrevs av Paul Carpenter Standley. Psychotria mima ingår i släktet Psychotria och familjen måreväxter. Inga underarter finns listade i Catalogue of Life.